# Bulè
La bulè o bule (in greco antico: βουλή? boulḗ, derivato dal verbo βουλεύω bouleúō "deliberare") era uno degli organi principali della politica ateniese. Aveva il compito di organizzare l'ecclesia e di controllare il lavoro dei magistrati e dei nove arconti.

## La bulè nell'età arcaica
La bulè, come consiglio rappresentativo della comunità, compare nell'alto arcaismo, nel periodo che segue la dissoluzione della società di Micene (1200 a.C. circa), e può essere studiata come istituzione politica attraverso i riferimenti presenti nel testo omerico dell'Iliade e dell'Odissea, dato che Omero, pur trattando tematiche cronologicamente connesse con la fase micenea, a livello dei rapporti di potere riproduce la realtà del suo tempo (IX - VIII secolo a.C.).
Omero chiama boulé (ad esempio in Iliade II, 53) il consiglio dei re achei che assistono Agamennone durante la guerra di Troia e per questo sono definiti boulephoroi, "portatori di consiglio", consiglieri (ad esempio, in Odissea XIII, 12). La struttura di potere costituita dai capi dell'esercito acheo, formato dagli schieramenti provenienti dai diversi regni micenei, non fa che replicare su ampia scala la realtà interna a ogni singola comunità, così come si era sviluppata nel passaggio dall'età micenea all'alto arcaismo: all'interno della monarchia aristocratica di questo periodo il basileus, il re, non esercita più un potere assoluto, come il wanax miceneo, ma deve confrontarsi con i capi che rappresentano i ghene, le famiglie dell'aristocrazia guerriera, e che si riuniscono in un consiglio, la bulè, in cui il re è primus inter pares, la figura più importante all'interno di un consesso di pari grado. Benché l'ultima parola spetti al re, egli non può fare a meno, sia per ragioni di opportunità sia per questioni di legittimità, di considerare l'opinione dei boulephoroi, che hanno la facoltà di trattare qualsiasi argomento di interesse comune.
In alcuni casi la riunione dei capi nel consiglio rappresentativo è chiamata agorà, anziché bulè (ad esempio in Iliade IX, 11 e 13), dato che nell'alto arcaismo non esiste ancora la riunione generale di tutta la cittadinanza, che sarà appunto chiamata agorà (ma anche l'Ecclesia ad Atene e l'apella a Sparta) e, conseguentemente, non vi è la necessità di distinguere terminologicamente le due forme istituzionali.

## La bulè ad Atene
La città di Atene fornisce sufficienti dati per ricostruire sinteticamente la storia della bulè nel suo sviluppo da organo di governo aristocratico a istituzione tipica della democrazia.

### Storia istituzionale della bulè
Nulla si sa della bulè che Aristotele presenta come organo previsto dalla legislazione di Dracone (Athenaion politeia IV, 3). Ugualmente oscura è anche la bulè che, sempre secondo Aristotele (Ath. pol. VIII, 4), sarebbe stata istituita da Solone nel contesto della riforma istituzionale da lui operata come arbitro della costituzione nel 594 o nel 591 a.C.: se realmente esistita, tale Consiglio sarebbe stato costituito da quattrocento membri, eletti cento per tribù, con riferimento alle tribù gentilizie, a cui si apparteneva per nascita, di Opleti, Argadei, Egicorei e Geleonti, la cui natura e funzione rimane oscura. Molti studiosi ritengono che l'attribuzione di questa bulè a Solone sia un falso aristocratico o, comunque, un'anticipazione di una realtà storica successiva. 
Molto invece si conosce della bulè prevista dalla costituzione di Clistene, entrata in vigore nel 508/7 a.C.: era composta da cinquecento membri, cinquanta per tribù, distribuiti tra i demi in proporzione alla popolazione residente. I membri venivano sorteggiati. In questo modo, tutti avevano una pari possibilità di diventare consiglieri senza l'influenza delle differenze di censo o di prestigio che avrebbero invece avuto gioco in un procedimento di tipo elettorale.
Gli oligarchi autori del colpo di Stato del 411 a.C., guidati da Antifonte abolirono la bulè clistenica e la sostituirono con la boulé dei Quattrocento, costituita da membri scelti da un'apposita commissione, a cui attribuirono la facoltà di eleggere i magistrati dello Stato. Alla fine della breve esperienza oligarchica, la bulè dei 500 venne ripristinata.

### Membri e organi della bulè
I buleuti entravano in carica dopo la docimasia, il controllo dei requisiti operato dai buleuti in carica, e il giuramento.
All'interno della bulè a ogni tribù veniva assegnata, per un periodo di circa un mese, la pritania, ossia la guida del consiglio, i cui membri, detti pritani, risiedevano in permanenza nell'edificio detto Tholos, nel settore sud-occidentale dell'agorà, e avevano il compito di redigere l'ordine del giorno, di dirigere i lavori della bulè, di predisporre i decreti, di relazionarsi con gli altri organi dello Stato. Tra i pritani cui veniva giornalmente sorteggiato il presidente, l'epistate, che custodiva i sigilli di Stato e le chiavi del tesoro.
L'esercizio delle attività di buleuta era remunerato, secondo il principio democratico della mistoforia, ossia della remunerazione delle cariche pubbliche, istituito da Pericle: a ciascun buleuta spettavano cinque oboli al giorno, ai pritani sei oboli, equivalenti a una dracma, al presidente dei pritani quindici oboli al giorno.

### Poteri e competenze della bulè
Alla bulè spettava l'iniziativa legislativa: secondo la norma stabilita da Clistene e mai modificata in tutta la storia greca, l'assemblea generale della popolazione non poteva discutere nessun argomento su cui la bulè non avesse predisposto un decreto, secondo la norma detta μὴ προβουλευτικόν: ogni legge votata dall'assemblea generale doveva necessariamente esser stata preceduta da un problema, un decreto emanato dalla bulè, che, in regime democratico, l'assemblea generale aveva la piena facoltà di accogliere, modificare in tutto o in parte o rigettare.
La bulè, come analogamente il Senato di Roma, curava le relazioni estere; vigilava sulla sicurezza della città e controllava l'esercito. Spettava alla bulè il controllo preventivo (docimasia), la vigilanza e il controllo successivo o rendiconto (euthyna) sull'operato dei magistrati. La bulè gestiva inoltre le finanze pubbliche e curava il bilancio. Quale organo giudicante, essa trattava le cause di eisangelia, relative ad accuse per reati contro la sicurezza dello Stato, se tale competenza le era deferita dall'assemblea generale: in quel caso il voto era espresso sull'ostrakon, un tipo di coccio che poteva recare il nome del condannato all'esilio e che, perciò, si diceva soggetto a ostracismo.